# Afvalstoffendienst ('s-Hertogenbosch)
De Afvalstoffendienst van de gemeente 's-Hertogenbosch is een afvalinzamelingsbedrijf. Het is actief in 's-Hertogenbosch en omliggende gemeenten. Bewoners, bedrijven en instellingen maken van de diensten gebruik. Het bedrijf telt ruim 200 medewerkers en is lid van de coöperatie Midwaste. 

## Activiteiten
- De organisatie haalt huishoudelijk afval op in de gemeente 's-Hertogenbosch. Zij leegt de grijze, groene en blauwe container en verzorgt ook de inzameling van textiel-, glas-, kunststof-, papier- en restafvalcontainers in de openbare ruimte.
- Ook bij de omliggende gemeenten haalt de Afvalstoffendienst afval op. Dit kan gaan om een afvalstroom, maar ook om al het afval. Dit doet zij onder andere bij de gemeenten Vught, Oisterwijk, Heusden, Bernheze, Altena en Boxtel.
- Twee milieustations worden beheert ten dienste van de bewoners van 's-Hertogenbosch. Deze kunnen daar hun afval afgeven. Voor bedrijven is er een bedrijfsmilieustation.
- Klein gevaarlijk afval (kga), zoals spaarlampen, batterijen, benzine, accu’s en verfproducten worden ingezameld bij bewoners en bedrijven. Het wordt gesorteerd, opgeslagen en naar een bewerker gebracht. Het kga-depot in 's-Hertogenbosch slaat afval uit een groot gedeelte van Zuid-Nederland op.
- Op bedrijvenpark Treurenburg heeft het bedrijf een overslagstation. Vuilniswagens storten het afval in een grote hal. Het wordt dan gesorteerd en gaat in containers. Deze containers gaan naar diverse verwerkers of naar een afvalverbrandingsinstallatie.
- De Afvalstoffendienst is een van de zeven regionale sorteercentra voor wit- en bruingoed in Nederland. Ruim zes miljoen kilo apparaten met een stekker of op batterijen passeert jaarlijks het sorteercentrum op bedrijvenpark.

## Duurzaamheid
De Afvalstoffendienst bij aan een circulaire economie. Het doel van een circulaire economie is het verlengen van de levensduur van grondstoffen. Dit kan met behulp van hergebruik en recycling.
Het pand op het bedrijventerrein Treurenburg is voorzien van gevel- en dakbeplanting. Deze isolerende laag heeft een positief effect op het opwarmen van het pand in de winter en het koelen in de zomer. Daarnaast gebruikt het bedrijf led-verlichting en zijn bureaustoelen gemaakt van gerecycled materiaal. Ook vangt het bedrijf regenwater op. Dit wordt gebruikt om het wagenpark te wassen en toiletten door te spoelen. De wagens van de Afvalstoffendienst rijden grotendeels op biogas dat het waterschap produceert.
Ook heeft het bedrijf een biomassacentrale. Versnipperd en gedroogd snoeihout wat verzameld wordt, wordt hierin verbrand. Dit levert warm water op. Dit warme water wordt door bedrijven, waaronder de Afvalstoffendienst zelf, gebruikt voor verwarming. Ook zijn er vijftienhonderd zonnepanelen geïnstalleerd.

#### Project biogas
In 2017 startte het bedrijf een samenwerking met de naastgelegen rioolwaterzuiveringsinstallatie van Waterschap Aa en Maas. De Afvalstoffendienst levert warm water uit de biomassacentrale aan het waterschap. Het waterschap gebruikt dit om uit zuiveringsslib biogas te maken. De Afvalstoffendienst zet dit biogas in als brandstof voor vuilniswagens.